# Карайгер
Карайге́р (рос. Карайгер) — присілок у складі Кувандицького міського округу Оренбурзької області, Росія.

## Населення
Населення — 43 особи (2010; 97 у 2002).
Національний склад (станом на 2002 рік):
- росіяни — 92 %